# Historia psychoanalizy
Choć za twórcę psychoanalizy uważa się Zygmunta Freuda, to odkrycia jego zostały poprzedzone przez prace wielu innych uczonych.

## Okres przed Freudem
Psychoanaliza powstała na pograniczu dwóch obszarów wiedzy i praktyki: hipnozy i psychiatrii.
Hipnoza była znana i praktykowana od wielu lat. Efekt sugestii i wpływu autorytetu terapeuty wykorzystywał Franz Anton Mesmer (1736–1815) w swojej koncepcji magnetyzmu zwierzęcego. Sam nie przypisywał relacji panującej między magnetyzerem a leczonym istotnej roli, twierdząc, że efekt leczenia jest wywoływany przez przepływ fluidu. Specjalna komisja, powołana przez Ludwika XVI do badania tego zjawiska, stwierdziła dużą rolę wyobraźni osoby magnetyzowanej. Mesmer wywoływał ataki, które ponoć miały leczący wpływ na pacjentów.
Zaburzenia psychiczne w początkach XIX wieku traktowano jako efekt zmian organicznych w ciele pacjenta, albo jako symulację pacjenta. Ta ostatnia hipoteza była brana pod uwagę zwłaszcza w przypadku histerii, która przy bogactwie i zmienności symptomów nie wskazywała na przyczyny organiczne.

## 1856–1910

### Hipnoza
Hipnoza była i jest niewyjaśnionym zjawiskiem. W drugiej połowie XIX wieku znany neurolog francuski Jean Martin Charcot stosował hipnozę w celu wyleczenia histerii lub wywołania histerii eksperymentalnej. Leczenie hipnozą polegało na tym, że hipnotyzer sugerował nieistnienie objawów. Skuteczność terapii była krótkotrwała i niepewna. Efekty tych zabiegów mógł obserwować Zygmunt Freud w czasie swojej praktyki w Paryżu w 1886 roku. Obserwacja wskazywała, że przyczyną histerii musi być inny czynnik niż symulacja bądź predyspozycja organiczna.

### Metoda katartyczna
Jeszcze przed swoją praktyką we Francji Freud usłyszał od swojego przyjaciela, Josefa Breuera, historię terapii młodej pacjentki znanej jako Anna O. Otóż Breuer zauważył, że częstokroć w stanie hipnozy pacjentka potrafiła sobie przypomnieć wydarzenia, które były symbolicznie związane z prezentowanym symptomem. Kiedy pacjentka wyraziła traumatyczne wspomnienie, objaw ustępował. W ten sposób Freud i Breuer opracowali tak zwaną metodę katartyczną leczenia nerwicy histerycznej. Anna O. określiła ten rodzaj terapii jako talking cure (leczenie mową). Badacze opublikowali swoje spostrzeżenia w Doniesieniu wstępnym o psychicznym mechanizmie histerii (1893) i w Studiach nad histerią (1895). Wniosek, jaki wyciągnęli ze swoich obserwacji, był taki, że przyczyną pojawiania się objawów są wspomnienia traumatycznego wydarzenia (powstałego w rzeczywistości lub sugerowanego przez hipnotyzera), które nie są dostępne w stanie innym niż hipnoza. U histeryków wyodrębniali oni stan normalnej świadomości oraz stan alternatywnej świadomości, która dysponuje innymi wspomnieniami, niedostępnymi normalnej świadomości. Alternatywna świadomość w stanach hipnoidalnych jest pierwowzorem freudowskiej nieświadomości.
Minusem tej metody były natychmiastowe cofanie się efektów leczenia, gdy popsuje się relacja między terapeutą a leczonym. O dużym znaczeniu relacji terapeutycznej (rapport) mógł się przekonać sam Freud w czasie terapii pewnej pacjentki, gdy po którejś skończonej sesji zarzuciła mu ręce na szyję. Wskazywało to na istnienie silnej relacji emocjonalnej między pacjentem a terapeutą, zwanej przeniesieniem.
Należało wówczas postawić pytanie: Jaka jest natura tych traumatycznych wspomnień? Okazywało się, że wszystko, co zostało zapomniane, było przykre, zawstydzające, bolesne dla danej osoby. Tego rodzaju wspomnienia zostały wyparte ze świadomości.
Idąc za nie wprost wyrażanymi poglądami licznych autorytetów tamtej epoki, Freud zaczął badać życie erotyczne neurotyków i stwierdził, że różnym zaburzeniom psychicznym towarzyszą różne nieprawidłowości życia seksualnego. Te obserwacje wpłynęły na ugruntowanie jego poglądów o seksualnej etiologii nerwic.

### Metoda uciskowa i wolne skojarzenia
Chcąc uciec od niedoskonałości związanym ze stosowaniem hipnozy, Freud sięgnął do doświadczeń Hippolita Bernheima, który stosował metody przywracania wypartych wspomnień pacjentowi inną metodą. Poprzez stawianie pytania, domaganie przypomnienia sobie oraz kładzenia ręki na czole (stąd metoda uciskowa) uzyskiwał powrót zapomnianych wspomnień. Pozostałością po hipnozie była pozycja leżąca pacjenta oraz umiejscowienie analityka w fotelu ustawionym tak, aby pacjent go nie widział.

### Tworzenie się środowiska psychoanalityków
Po rozstaniu się z Breuerem Freud tworzył swoją teorię sam. Wiele koncepcji (na przykład o pierwotnym hermafrodytyzmie człowieka, która znajduje swoje odbicie w pojmowaniu fazy fallicznej) powstało na skutek korespondencji i spotkań z Wilhelmem Fliessem. Po pierwszych publikacjach rosła liczba osób zainteresowanych nową metodą terapii. W 1902 roku, za namową Wilhelma Stekla, Freud powołał Środowe Towarzystwo Psychologiczne – grupę osób spotykających się w mieszkaniu Freuda w celu omawiania problemów związanych z psychoanalizą. W 1906 grupa składała się z 17 osób. W spotkaniach brali udział, między innymi, Otto Rank, Alfred Adler, Karl Abraham, Maximilian Steiner, Hugo Heller, Paul Federn, Isidor Sadger, Fritz Wittels, Eduard Hitschmann, Max Graf (ojciec małego Hansa). Do 1908 krąg zainteresowanych rozrósł się i grupa zmieniła swoją nazwę na Wiedeńskie Towarzystwo Psychoanalityczne. W tym samym roku dołączył do niego Sándor Ferenczi. W tych latach wiele osób interesowało się i praktykowało psychoanalizę bez formalnego członkostwa w stowarzyszeniach. W 1907 Ernest Jones spotkał Carla Gustava Junga w Zurychu i zaproponował stworzenie międzynarodowej organizacji skupiającej osoby związane z psychoanalizą. Z tego względu można uznać, że to Jones jako pierwszy wysunął pomysł utworzenia Międzynarodowego Towarzystwa Psychoanalitycznego. 27 kwietnia 1908 w Salzburgu odbyło się pierwsze, jeszcze nieformalne, zebranie. Na kolejnym spotkaniu, w marcu 1910 w Norymberdze, organizacja została oficjalnie założona. Pierwszym jej prezesem został Carl Gustav Jung.

## 1910–1939
Po dojściu nazistów do władzy w Niemczech nastąpił proces eliminowania członków żydowskiego pochodzenia z Deutsche Psychoanalytische Gesellschaft. W akcji tej z nazistami współpracowali Felix Boehm i Carl Müller-Braunschweig. Swoją aktywność uzasadniali chęcią ochrony DPG przed całkowitym zakazem działalności w nazistowskich Niemczech. Ten sposób działania popierał Ernest Jones, ówczesny prezes Międzynarodowego Towarzystwa Psychoanalitycznego.